# 天頂

天頂と天底と地平線の関係を表した図。地球上に立つ観測者が誇張されたサイズで描かれており、上方がその観測者にとっての天頂 (zenith) に当たる。下方は天底 (nadir) で、地平線 (horizon) は定義の異なるものが複数存在する。

天頂（てんちょう、英: zenith）とは、天文学における概念で、天球上において観測者の真上に当たる点を指す。正確には、地平座標で高度が+90度の極をなす点である。
地上から天頂方向は、観測地点の垂直方向、すなわち重力方向である鉛直線方向である。また、天球上で天頂の正反対にある点は天底 (英: nadir) と呼ぶ。
天頂はその定義により、必ずその観測地での子午線が通る点になっている。

## 地心天頂と測地天頂

楕円における法線（図中のの線）

地球は完全な球体でなく、自転による遠心力により赤道付近が膨らんだ回転楕円体である。これを地球楕円体とよぶが、その地表における天頂には2種類の定義ができる。
- 地球楕円体の中心と地球楕円体上の点を結ぶ線を延長した天球上の上方の点
- 地球楕円体上の点における法線を延長した天球上の上方の点

赤道上か自転の両極でなければ前者と後者は一致することがない。前者は地表で重力に対して起立する観測者が感じる人間の感覚に近い天頂で、これを地心天頂という。これに対して後者を測地天頂という。実際の地球楕円体は扁平率が300分の1程度であり、人間がその違いを感じることは少ないが、測地系での定義は重要となる。

## 参照項目
- 方位角
- 太陽直下点